# 陸瓊
陸 瓊（りく けい、537年 - 586年）は、南朝梁から陳にかけての学者・政治家。字は伯玉。本貫は呉郡呉県。

## 経歴
梁の給事黄門侍郎の陸雲公の子として生まれた。幼くして聡明で、6歳のときに五言詩を作って、出来映えはすぐれていたといわれる。大同10年（544年）、父の陸雲公が梁の武帝の命を受けて囲碁の腕前を格付けすることとなった。到漑・朱异以下の人物が居並ぶなか、8歳の陸瓊は客前で碁盤を引っ繰り返したため、建康では「神童」と号された。太清元年（547年）、父が死去すると、喪に服して痩せ細った。侯景の乱が起こると、陸瓊は母を連れて呉県の西郷に避難して、読書と学問の生活を送った。
陳の永定年間、州により秀才に挙げられた。天嘉元年（560年）、寧遠始興王府法曹行参軍となった。まもなく本官のまま尚書外兵郎を兼ね、文学の才能を買われて殿中郎を兼ねた。翌年、正式に殿中郎となった。周迪や陳宝応らの反乱討伐にあたっては、陸瓊が都官符や重要な文書類を書きつけた。新安王文学に転じ、東宮管記をつとめた。
天康元年（566年）、安成王陳頊が司徒となると、陸瓊は吏部尚書の徐陵の推薦を受けて、司徒左西掾に任じられた。まもなく通直散騎常侍を兼ねて、北斉への使者をつとめた。
太建元年（569年）、本官のまま再び東宮管記をつとめた。太子庶子に任じられ、通事舎人を兼ねた。中書侍郎・太子家令に転じた。太建4年（572年）、長沙王陳叔堅が江州刺史となると、陸瓊は長史に任じられ、江州府国事を代行し、尋陽郡太守を兼ねるよう命じられた。陸瓊の母が老いて、遠方への出向を望まず、皇太子の陳叔宝（後の後主）もまた強く陸瓊に留まるよう請願したため、江州に赴任しなかった。給事黄門侍郎となり、羽林監を兼ねた。太子中庶子に転じ、歩兵校尉を兼ねた。また大著作を兼ね、国史の編纂にあたった。太建13年（581年）、吏部尚書の宗元饒が死去すると、吏部尚書の職務を代行した。
太建14年（582年）、後主が即位すると、中書省に宿直し、詔誥をつかさどった。まもなく散騎常侍の位を受け、度支尚書を兼ね、揚州大中正をつとめた。至徳元年（583年）、正式に度支尚書となり、あわせて判廷尉・建康二獄事をつとめた。至徳3年（585年）、吏部尚書に任じられた。母が死去すると、辞職して喪に服したが、哀毀が過ぎて体をこわし、至徳4年（586年）に死去した。享年は50。
領軍将軍の位を追贈された。文集20巻が刊行された。

## 子女
- 陸従宜（長男、武昌王文学）
- 陸従典（三男）

## 伝記資料
- 『陳書』巻30 列伝第24
- 『南史』巻48 列伝第38